# Adelinde Cornelissen
Adelinde Cornelissen (n. 8 iulie 1979, Beilen⁠(d), Drenthe, Țările de Jos) este o sportivă ce a reprezentat Regatul Țărilor de Jos, medaliată olimpică. A participat la 3 ediții ale Jocurilor Olimpice (2008, 2012, 2016) în care a câștigat o medalie de argint și o medalie de bronz.